# Langoeren
De langoeren (Presbytini) (van Hindi लंगूर (langur), letterlijk: "lange staart") zijn een geslachtengroep van de familie apen van de Oude Wereld (Cercopithecidae) uit het zuiden en zuidoosten van Azië.
Langoeren zijn tenger gebouwde apen die vaak een bont gekleurde vacht hebben. Ze zijn overdag actief en leven voornamelijk in de bomen. Langoeren leven in groepen van meerdere vrouwtjes en een of meer mannetjes. Het zijn planteneters, die zich voornamelijk voeden met bladeren, soms ook met vruchten of knoppen. Een gemeenschappelijk kenmerk is dat de maag, net als bij herkauwers, uit meerdere kamers bestaat, om het zwaar verteerbare plantenmateriaal te kunnen verwerken.
De langoeren worden in drie geslachten en rond de 49 soorten ingedeeld. Over het precieze aantal soorten geen consensus.

## Taxonomie
De langoeren behoren tot de onderfamilie slankapen (Colobinae) en de familie van de apen van de Oude Wereld (Cercopithecidae).
Langoeren worden voornamelijk onderverdeeld op grond van de anatomie van de schedel en tanden. Ook hebben de soorten elk hun eigen verspreidingsgebied.
- Geslachtengroep: Presbytini (Langoeren) (49 soorten)
  - Geslacht: Presbytis (Echte langoeren of soerili's) (19 soorten)
    - Soort: Presbytis bicolor
    - Soort: Presbytis canicrus
    - Soort: Presbytis chrysomelas (Goudkleurige langoer)
    - Soort: Presbytis comata (Soendalangoer)
    - Soort: Presbytis femoralis (Bandlangoer)
    - Soort: Presbytis frontata (Witvoorhoofdlangoer)
    - Soort: Presbytis hosei
    - Soort: Presbytis melalophos (Zwartkuiflangoer)
    - Soort: Presbytis mitrata
    - Soort: Presbytis natunae
    - Soort: Presbytis percura
    - Soort: Presbytis potenziani (Mentawailangoer)
    - Soort: Presbytis robinsoni
    - Soort: Presbytis rubicunda (Rode langoer)
    - Soort: Presbytis sabana
    - Soort: Presbytis siamensis (Bleekdijlangoer)
    - Soort: Presbytis siberu
    - Soort: Presbytis sumatrana
    - Soort: Presbytis thomasi (Thomaslangoer)

  - Geslacht: Semnopithecus (Hoelmans of grijze langoeren) (8 soorten)
    - Soort: Semnopithecus ajax (Kasjmirhoelman)
    - Soort: Semnopithecus entellus (Gewone hoelman)
    - Soort: Semnopithecus hector
    - Soort: Semnopithecus johnii
    - Soort: Semnopithecus hypoleucos (Zwartvoethoelman)
    - Soort: Semnopithecus priam (Ceylonhoelman)
    - Soort: Semnopithecus schistaceus (Berghoelman)
    - Soort: Semnopithecus vetulus (Witbaardlangoer)

  - Geslacht: Trachypithecus (Pruiklangoeren) (22 soorten)
    - Soort: Trachypithecus auratus (Javaanse langoer)
    - Soort: Trachypithecus barbei (Barbes langoer)
    - Soort: Trachypithecus crepusculus
    - Soort: Trachypithecus cristatus (Mutslangoer)
    - Soort: Trachypithecus delacouri (Witkoplangoer)
    - Soort: Trachypithecus ebenus
    - Soort: Trachypithecus francoisi (Tonkinlangoer)
    - Soort: Trachypithecus geei (Gouden langoer)
    - Soort: Trachypithecus germaini
    - Soort: Trachypithecus hatinhensis (Ha Tinhlangoer)
    - Soort: Trachypithecus laotum (Witbrauwlangoer)
    - Soort: Trachypithecus leucocephalus (Witkoplangoer)
    - Soort: Trachypithecus margarita
    - Soort: Trachypithecus mauritius
    - Soort: Trachypithecus melamera
    - Soort: Trachypithecus obscurus (Brillangoer)
    - Soort: Trachypithecus phayrei (Phayrelangoer)
    - Soort: Trachypithecus pileatus (Kuiflangoer)
    - Soort: Trachypithecus poliocephalus (Catbalangoer)
    - Soort: Trachypithecus popa
    - Soort: Trachypithecus selangorensis
    - Soort: Trachypithecus shortridgei